# Уитни, Ричард
Ричард Уитни (1 августа 1888 — 5 декабря 1974) — американский финансист, президент Нью-Йоркской фондовой биржи (1930—1935).

## Ранние годы
Ричард Уитни родился 1 августа 1888 года в Бостоне, Массачусетс. Его отец, потомок Джона Уитни, был президентом North National Union Bank.
Ричард и его старший брат Джордж Уитни-младший (который позже женился на Марте Беатрикс Бэкон, дочери государственного секретаря США и посла во Франции США Роберта Бэкона) получил образование в школе Гротон (где он был капитаном бейсбольной команды и школьным префектом) и Гарвардском университете.

## Карьера
В 1910 году он последовал за своим братом Джорджем Уитни-младшим в Нью-Йорк, где учредил свою собственную брокерскую фирму Richard Whitney & Co, специализирующуюся на торговле облигаций. Два года спустя, используя деньги, взятые в долг у семьи Ричарда, Richard Whitney & Co приобрела место на Нью-Йоркской фондовой бирже. Его дядя был партнёром в JP Morgan & Co, а брат Джордж оказался доказал бесценный статус для компании из-за его позиции в Morgan Bank, что позволило ему направить большой бизнес в брокерскую компанию Ричарда.
В 1919 году он был избран в Совет управляющих Нью-Йоркской фондовой биржи, а вскоре был назначен её вице-президентом.
24 октября 1929 года, в Чёрный четверг, он попытался предотвратить крах на Уолл-стрит 1929 года. Встревоженные стремительно падающими ценами на акции, несколько ведущих банкиров Уолл-стрит встретились, чтобы найти выход из паники и хаоса на торговой площадке Нью-Йоркской фондовой биржи. На встрече присутствовали Томас У. Ламонт, исполняющий обязанности главы Morgan Bank, Альберт Виггин, глава Chase National Bank и Чарльз Э. Митчелл, президент National City Bank of New York. Они выбрали Уитни, тогдашнего вице-президента Нью-Йоркской биржи, чтобы действовать от их имени.
Имея за спиной финансовые ресурсы банкиров, Уитни вышел на площадку Нью-Йоркской биржи и демонстративно сделал ставку на покупку 25000 акций U.S. Steel по цене 205 долларов, значительно выше рыночной. На глазах у трейдеров Уитни затем разместил аналогичные заявки на другие акции «голубых фишек». Эта тактика похожая на ту, что положила конец Панике 1907 года, удачно остановила падение в тот день. Промышленный индекс Доу-Джонса восстановился с небольшим ростом, закрывшись только на 6,38 пункта ниже за тот день. Однако в данном случае передышка была лишь временной; впоследствии акции катастрофически рухнули в Чёрный вторник, 29 октября. Действия Уитни принесли ему прозвище «Белый рыцарь Уолл-стрит».

## Отставка и тюремное заключение
В то время, когда Ричард Уитни добивался большого успеха, его брат Джордж продвигался в Morgan bank и к 1930 году был вероятным преемником президента банка Томаса У. Ламонта. Хотя Ричард Уитни считался блестящим финансистом, он также участвовал в спекулятивных сделках в различные предприятиях и понес из-за этого значительные потери. Чтобы остаться на плаву, он начал брать займы на большие суммы у своего брата Джорджа, а также у других богатых друзей, и, получив ссуды от максимально возможного числа людей, пошел на хищения, чтобы покрыть свои растущие убытки в бизнесе и сохранить свои расточительный образ жизни. Он украл средства из благотворительного фонда Нью-Йоркской фондовой биржи, Нью-Йоркского яхт-клуба (где он работал казначеем) и облигаций на сумму 800 000 долларов из имущества своего тестя.
Уходя с должности президента Нью-Йоркской фондовой биржи в 1935 году, Уитни остался в совете управляющих, но в начале марта 1938 года его прошлое начало догонять его, когда контролер биржи сообщил своему начальству, что он установил неопровержимые доказательства того, что Ричард Уитни был растратчиком и что его компания неплатежеспособна. В следующие дни события развивались как снежный ком, Уитни объявил о банкротстве компании. Удивленная публика узнала о его проступках 10 марта, когда Окружной прокурор Нью-Йорка Томас Дьюи официально обвинил его в растрате. После предъявления ему обвинения Большим жюри, Уитни был арестован и признал себя виновным. Он был приговорен к лишению свободы на срок от пяти до десяти лет в тюрьме Синг Синг. 12 апреля 1938 года шесть тысяч человек собрались в Центральном вокзале, чтобы посмотреть, как одного из истеблишмента Уолл-стрит в наручниках сопровождают вооруженные охранники в поезд, доставляющий его в тюрьму.
Как образцовый заключенный, Ричард Уитни был условно-досрочно освобожден в августе 1941 года, отбыв три года и четыре месяца в Синг-Синг. Он стал менеджером молочной фермы, руководя тремя батраками и двадцатью пятью коровами. В 1946 году он вернулся в бизнес, став президентом текстильной компании, которая производила пряжу с завода белого рами, который рос во Флориде.
После процесса его дом в Нью-Йорке, ферма в Нью-Джерси и собственность были проданы с аукциона. Ему было запрещено торговать активами всю оставшуюся жизнь.
В последующем он жил спокойной жизнью в Фар-Хиллз, штат Нью-Джерси, умер 5 декабря 1974 года.